# ایکواته
ایکواته (به لاتین: Équateur) یک استان در جمهوری دموکراتیک کنگو است که در غرب این کشور واقع شده‌است. ایکواته ۱۰۳٬۹۰۲ کیلومتر مربع مساحت و ۱٬۶۲۶٬۶۰۶ نفر جمعیت دارد.